# Swen Nater
Swen Erick Nater (Den Helder, 14 gennaio 1950) è un ex cestista olandese, professionista nella ABA, nella NBA e in Italia.

## Biografia

### L'infanzia e il trasferimento
Swen ebbe un'infanzia piuttosto dura e travagliata. Nato nei Paesi Bassi, all'età di 3 anni i genitori divorziarono. Quando la madre si risposò, lei ed il nuovo marito partirono per gli Stati Uniti con la speranza di ricominciare tutto da zero, abbandonando Swen e la sorella più piccola in un orfanotrofio, ma con la speranza un giorno di reincontrarsi. Il caso del giovane venne portato alla luce da una trasmissione locale, che permise ai due ragazzi il viaggio per l'America, per raggiungere i genitori. Nater si iscrisse alla Wilson Classical High School a Long Beach.

### La carriera da giocatore
Al College, a UCLA, Swen non partecipò al torneo di basket NCAA, ma si diede da fare per aiutare la squadra negli allenamenti, e Bill Walton, allora stella incontrastata in quel di UCLA, di luì dirà:
Questa ed altre circostanze, portarono Swen Nater ad essere scelto con la 16ª chiamata assoluta dai Milwaukee Bucks al draft NBA del 1973.

#### Nella ABA
Swen Nater fu draftato nel 1972 in ABA dai Floridians, ma a seguito dello scioglimento della franchigia finì, attraverso un dispersal draft, ai Virginia Squires. 
Fra l'offerta di 50.000 $ all'anno dei Milwaukee Bucks e i 300.000 $ in tre anni dei Virginia Squires scelse quest'ultima offerta, ma dopo poche partite venne ceduto ai San Antonio Spurs: con più di 14 punti e 12 rimbalzi a partita, e dopo aver disputato un ABA All-Star Game stratosferico (29 punti e 22 rimbalzi in meno di mezz'ora di gioco), ricevette il meritato premio di Miglior rookie della stagione ABA. 
Dopo aver disputato un'altra ottima stagione da 15 punti e 16 rimbalzi di media a partita con i San Antonio Spurs, vincendo anche la classifica del miglior rimbalzista della lega, viene eliminato ai playoff per la seconda volta di fila dagli Indiana Pacers venendo successivamente scambiato con i New York Nets.
Ai Nets resterà solo per 43 partite per essere poi scambiato con i Virginia Squires in quella che sarà l'ultima stagione dell'ABA.
In seguito allo scioglimento dei Virginia Squires e non facendo parte delle quattro squadre unite all'NBA negli accordi di fusione fra le due leghe, passò a giocare nella lega rivale tramite un dispersal draft.

#### Il passaggio alla NBA
Nella NBA, Swen Nater venne acquistato dai Milwaukee Bucks, che da ormai una stagione si erano all'improvviso ritrovati privi della loro guida Kareem Abdul-Jabbar. Il suo impatto nella prima stagione NBA, nonostante le forti pressioni, non fu da meno delle precedenti, assicurando alla squadra per tutta la stagione la doppia cifra in punti e rimbalzi. Nella stagione 1977-78 giocò per i Buffalo Braves, anch'essi di colpo privi della stella locale (stavolta Bob McAdoo); a Buffalo Nater giocò un'altra stagione di grande livello con medie superiori ai 15 punti e 13 rimbalzi.
A partire dalla stagione 1979, il centro olandese riuscì finalmente a trovare una più fissa dimora, accasandosi ai San Diego Clippers. Con i Clippers trovò grande spazio e fiducia, ricambiando con cifre di valore; in particolare, nel 1979-80 fu miglior rimbalzista della lega con 15 rimbalzi a partita. Il suo ruolo nella squadra venne drasticamente ridotto nel 1983, con il ritorno in buone condizioni fisiche di Bill Walton, accompagnate invece da un brutto infortunio che fece saltare a Swen ben 75 partite.
La sua ultima stagione, il 1984, il cestista olandese la disputò con i Los Angeles Lakers, dove la notevole presenza di lunghi di valore lo relegò, inevitabilmente, ad un minutaggio di secondo piano (12 a partita).

#### La Serie A e il ritiro
Terminata la sua carriera nella NBA, Swen Nater decise che era però troppo presto per abbandonare la pallacanestro: nel 1985 giocò una stagione nell'Australian Udine, squadra della Serie A italiana. Giocò per 27 partite, con le medie di 17,1 punti e 13,6 rimbalzi per incontro. Seguì il ritiro definitivo.

## Statistiche
| * | Primo nella lega |

### NBA / ABA

#### Regular Season
| Anno            | Squadra                 | PG  | PT | MP   | TC%   | 3P% | TL%  | RP    | AP  | PRP | SP  | PP   |
| --------------- | ----------------------- | --- | -- | ---- | ----- | --- | ---- | ----- | --- | --- | --- | ---- |
| 1973-1974       | Virginia Squires (ABA)  | 17  | -  | 22,0 | 55,6* | -   | 63,0 | 9,1   | 1,0 | 0,4 | 0,9 | 12,6 |
| 1973-1974       | San Antonio Spurs (ABA) | 62  | -  | 32,3 | 55,1* | 0,0 | 74,0 | 13,6  | 1,8 | 0,4 | 0,8 | 14,5 |
| 1974-1975       | San Antonio Spurs       | 78  | -  | 34,8 | 54,2  | 0,0 | 75,2 | 16,4* | 1,2 | 0,6 | 1,1 | 15,1 |
| 1975-1976       | N.Y. Nets (ABA)         | 43  | -  | 23,6 | 48,5  | 0,0 | 71,8 | 10,3  | 0,4 | 0,4 | 0,6 | 8,7  |
| 1975-1976       | Virginia Squires (ABA)  | 33  | -  | 23,5 | 49,8  | 0,0 | 67,5 | 9,8   | 1,1 | 0,4 | 0,8 | 11,3 |
| 1976-1977       | Milwaukee Bucks (NBA)   | 72  | -  | 27,2 | 52,8  | -   | 75,4 | 12,0  | 1,5 | 0,8 | 0,7 | 13,0 |
| 1977-1978       | Buffalo Braves          | 78  | -  | 35,6 | 50,4  | -   | 76,5 | 13,2  | 2,8 | 0,5 | 0,6 | 15,5 |
| 1978-1979       | San Diego Clippers      | 79  | -  | 25,4 | 56,9  | -   | 80,0 | 8,9   | 1,8 | 0,5 | 0,4 | 10,7 |
| 1979-1980       | San Diego Clippers      | 81  | -  | 35,3 | 55,4  | 0,0 | 71,8 | 15,0* | 2,9 | 0,6 | 0,5 | 13,4 |
| 1980-1981       | San Diego Clippers      | 82  | -  | 34,3 | 55,3  | -   | 79,5 | 12,4  | 2,4 | 0,6 | 0,6 | 15,6 |
| 1981-1982       | San Diego Clippers      | 21  | 7  | 27,4 | 57,7  | 100 | 74,7 | 9,1   | 1,4 | 0,3 | 0,4 | 12,5 |
| 1982-1983       | San Diego Clippers      | 7   | 0  | 7,3  | 30,0  | -   | 100  | 1,9   | 0,1 | 0,1 | 0,0 | 2,3  |
| 1983-1984       | L.A. Lakers             | 69  | 0  | 12,0 | 49,0  | 0,0 | 69,2 | 3,8   | 0,4 | 0,4 | 0,1 | 4,5  |
| Carriera ABA    | Carriera ABA            | 233 |    | 29,5 | 53,2  | 0,0 | 72,2 | 13,1  | 1,2 | 0,5 | 0,9 | 13,0 |
| Carriera NBA    | Carriera NBA            | 489 | 7  | 28,4 | 53,7  | -   | 76,0 | 10,8  | 2,0 | 0,5 | 0,5 | 12,2 |
| Carriera Totale | Carriera Totale         | 722 | 7  | 28,7 | 53,5  | -   | 74,8 | 11,6  | 1,7 | 0,5 | 0,6 | 12,4 |

#### Massimi in carriera
Regular Season
- Massimo di punti in ABA: 27 (4 volte)
- Massimo di punti in NBA: 35 (2 volte)
- Massimo di rimbalzi in ABA: 29 vs Kentucky Colonels (14 novembre 1974)
- Massimo di rimbalzi in NBA: 33 vs Atlanta Hawks (19 dicembre 1976)
- Massimo di assist in ABA: 5 (3 volte)
- Massimo di assist in NBA: 10 vs Utah Jazz (3 novembre 1979)
- Massimo di palle rubate in ABA: 4 vs Kentucky Colonels (4 gennaio 1975)
- Massimo di palle rubate in NBA: 4 (3 volte)
- Massimo di stoppate in ABA: 5 vs Denver Nuggets (23 gennaio 1975)
- Massimo di stoppate in NBA: 4 (3 volte)

#### Playoffs
| Anno            | Squadra                 | PG | PT | MP   | TC%  | 3P% | TL%  | RP   | AP  | PRP | SP  | PP   |
| --------------- | ----------------------- | -- | -- | ---- | ---- | --- | ---- | ---- | --- | --- | --- | ---- |
| 1974            | San Antonio Spurs (ABA) | 7  | -  | 30,1 | 55,3 | -   | 71,4 | 11,7 | 2,1 | 0,4 | 0,7 | 14,9 |
| 1975            | San Antonio Spurs (ABA) | 6  | -  | 39,0 | 47,6 | -   | 42,9 | 16,5 | 1,0 | 0,2 | 1,0 | 14,8 |
| 1984            | L.A. Lakers (NBA)       | 17 | -  | 8,6  | 50,0 | -   | 76,9 | 2,4  | 0,1 | 0,1 | 0,1 | 3,4  |
| Carriera ABA    | Carriera ABA            | 13 | -  | 34,2 | 51,5 | -   | 54,3 | 13,9 | 1,6 | 0,3 | 0,8 | 14,8 |
| Carriera NBA    | Carriera NBA            | 17 | -  | 8,6  | 50,0 | -   | 76,9 | 2,4  | 0,1 | 0,1 | 0,1 | 3,4  |
| Carriera Totale | Carriera Totale         | 30 | -  | 19,7 | 51,2 | -   | 63,9 | 7,4  | 0,7 | 0,2 | 0,4 | 8,4  |

#### Massimi in carriera
Play-off
- Massimo di punti in ABA: 27 vs Indiana Pacers (3 aprile 1974)
- Massimo di rimbalzi in ABA: 22 vs Indiana Pacers (12 aprile 1975)
- Massimo di assist in ABA: 6 vs Indiana Pacers (12 aprile 1974)
- Massimo di palle rubate in ABA: 2 vs Indiana Pacers (12 aprile 1974)
- Massimo di stoppate in ABA: 2 (3 volte)

## Palmarès
- 2 volte campione NCAA (1972, 1973)
- ABA Rookie of the Year Award (1974)
- ABA All-Rookie Team (1974)
- All-ABA Team: 2

Second Team: 1974, 1975
- ABA All-Star Game: 2

1974, 1975
- Novantanovesimo miglior marcatore di sempre ABA
- Miglior rimbalzista della stagione ABA (1974-1975)
- Miglior rimbalzista della stagione NBA (1979-1980)
- Migliore nella percentuale di tiro dal campo ABA: (1973-1974)
- 1 volta maggior numero di rimbalzi totali in stagione NBA
- 2 volte maggior numero di rimbalzi difensivi in stagione NBA
- Trentaquattresimo migliore rimbalzista di sempre ABA
- Quinto migliore rimbalzista di sempre per rimbalzi a partita ABA in regular season (13,1 rimbalzi a partita)
- Diciassettesimo per numero di stoppate di sempre ABA